# Alsószentiván
Alsószentiván község Fejér vármegyében, a Sárbogárdi járásban.

## Fekvése
Fejér vármegye déli részén, a Dél-Mezőföldön, a Paksi-rög térségében, Dunaföldvártól 15 kilométerre nyugatra fekszik. Belterületén halad át a 61-es főút (Rákóczi u. és Béke u.), és ebből a határában ágazik ki az Alapon és Sárszentmiklóson át Sárbogárdra vivő 6223-as út.
Alsószentiván pusztákból kialakult, villásan elágazó alaprajzú útifalu. A szomszédos települések: Alap (3 km) és Előszállás (8 km). A nagyobb városok közül Dunaújváros 30, Székesfehérvár pedig 55 kilométerre van a falutól.
Alsószentiván átlagosan 130 méter tengerszint feletti magasságban lévő, erősen tagolt löszhátas dombvidékre települt; a löszhátak anyaga a jégkorszakban, mintegy 10-12 ezer éve halmozódott fel. A lösztakaró vastagsága a 20-30 métert is eléri; a szél szállította ide és rakta le a területen. Később vetődéses folyamatok darabolták fel, így alakult ki a településre ma jellemző sűrű és mély völgyhálózat.

## Története

### Őskor
A természeti adottságai már az őskor óta nagyon kedvezőek az emberek letelepedéséhez. A csapadék mennyisége általában elegendő a földművelés számára, bár előfordulnak aszályos időszakok, talaja termékeny, levegője és forrásvizei tiszták. A sok erdő építőanyagot, tüzelőt, vadon termő gyümölcsöt és vadászható állatokat kínált az itt letelepedőknek.
A községben két területen maradtak őskori nyomok: a Csányi-tó akkor még több mint 1 négyzetkilométeres víztükrének partján, a mai Béke utcai kertek végén 1957-ben egy kőbaltát találtak. Egyéb leletek pedig a Tóház azóta elhordott keleti homokdombjain kerültek elő.

### Ókor
Az ókorból négy nép nyomait találták meg. A községben Bújóliknak hívott labirintusokat, barlangokat egy ismeretlen nép építette. Levéltári feljegyzések alapján ismert, hogy a település hajdani lakói a tatárok elől menekültek ezekbe a labirintusokba, s csak IV. Béla személyes megjelenésére voltak hajlandóak a járatok mélyéről előmerészkedni. A oraviszkok pásztorkodó harcos életmódját a rómaiak történeteiből ismerjük. Temetkezési nyomaik a mai napig láthatóak. Temetkezési halmaik közül (ahová főként vezéreiket temették) a 19. század végén múzeumi szakemberek 41-et feltártak. A kelták temetkezési helye a mai Béke utca és Honvéd utca kereszteződésében mintegy 100 méter átmérőjű körben található. Itt kerültek elő az ő nyomaikat igazoló leletek: halotti urnák, ételes edények, fémfegyverek maradványai.
A rómaiak jelenlétét is számos emlék őrzi. A leghíresebb lelet Bátó és társa síremléke. Mellette szobrok és római pénzek sokasága került elő. Helytörténészek szerint a római korban a település közepén ment keresztül a dunaföldvári átkelőt védő hídfőállás, a limes második védővonala. Feltételezhetően itt lehetett a rómaiak tábora, ahonnét ellátták a dunaföldvári limes védelmét, őrszolgálatát. A táborhely a földből előkerülő leletek tanúsága szerint mintegy 1 km2 kiterjedésű területen terült el.

### Középkor
A falu első fennmaradt hiteles írásos említése 1323-ból való Szentiván alakban. Az elnevezés két településrészre is vonatkozott: az északi részt eredetileg Felsőszentivánnak, majd később Középszentivánnak hívták, hogy az Aba melletti Felsőszentivántól meg lehessen különböztetni, a déli részt pedig Alsószentivánnak. A 18. században Közép- és Alsószentiván egybeolvadt, s ekkor lett a neve hivatalosan is Alsószentiván. Az elnevezés Keresztelő Szent Jánosra utal, őt nevezték a honfoglalás előtt itt élő szláv népek Szent Ivánnak.
Alsószentiván határában feküdt az egykori Zedreg nevű besenyő település, amely nevét a környéken szép számmal előforduló szederbokrokról kapta. Az Árpád-korban templomáról volt nevezetes, de a török időkben teljesen elpusztult. Ma helyén a temető található.

### Újkor
A törökök, majd az osztrákok elleni harcokban a település többször elnéptelenedett. Az Árpád-korban itt élt besenyők helyére a török időkben szerb telepesek építették újjá Alsószentivánt. A 18. századtól magyar parasztok telepedtek le a faluban.
Az értékes termőföldekért a források tanúsága szerint több család is vetélkedett. A periratokból ismerjük az egykori birtokos családokat: a Farkas, a Paksy és a Lendvay család is szerette volna megszerezni az itteni földeket. Később a Szluha család birtoka lett a település és környéke.
1860-tól katolikus iskolája volt a településnek, amely a vajtai plébános felügyelete alatt állt. Mivel az egyház egyre nehezebben viselte az iskola költségeit, 1879-ben új iskolát létesítettek, amelynek a község lett a fenntartója. 1909-ben Koller Pál kezdeményezésére állami iskola épült, ebben működik a falu mai iskolája is.
A település már az Árpád-korban is templomos hely volt, a mai egyházközség története a 17. század vége és a 19. század eleje közötti időkben kezdődött. 1747-ben a veszprémi püspöki leltár egyik feljegyzésében Vajtánál Alsószentiván mint „Praedium Szent Ivány Vajta filiája” szerepelt és ekkor 10 katolikus házaspár élt a településen. Az egyházközségnek két vezetőjeként Szent Györgyi József és Mesteri György szerepelt az okiratokban. Az egyházközségnek nem volt vagyona és temploma sem. A területen csak időnként laktak bérlők. Egy 1774-ben készült feljegyzés szerint „az a kicsiny egyházközség templomot épít”. A felépült templomot Szent Anna tiszteletére az akkori esperes, Horváth József szentelte fel.
Az 1777-ben megalakuló új Fejér megyei püspökség Felsőalapot Szentmiklóshoz csatolta, Szentivány pedig Vajtánál maradt.
A szabadságharc előtti időben a hívők száma 335 katolikus, 57 református, 13 evangélikus és 9 izraelita volt. Leggazdagabb a Szluha család volt. Verbói Szluha Imre 1852-ben 20 ezüstforintot adományozott egy új kereszt felállítására. Ez a kereszt a Dögvölgybe került. 1861 után elnéptelenedett a puszta, s ekkor a keresztet az új temetőbe vitték a régi fakereszt helyére. Az ekkor már idős Benedek uraság a róla elnevezett Benedekpusztán lakott élete végéig, míg Imre nevű fia Középszentivánra költözött családjával, és kastélyt építtetett. Családi kriptájukat az egyik domb tetején építtették fel, ahová elsőként Benedek uraságot temették. Az 1855. októberi adatok szerint ekkor a katolikus hívők száma a faluban 512 fő volt.
Az 1861. évi adatok szerint akkor 79 család volt katolikus, ebből 204 felnőtt és 136 gyermek.
A Fejér megyei püspökség 100. évfordulója alkalmából Alsószentivánt Vajtától Alaphoz csatolta. A századforduló végére már hat nagybirtokos lakója és 20-22 kisebb birtokosa volt a településnek. 1879-ben iskolát építettek. Az alapi filiához tartozó Alsószentivánon Jádi László alapi plébános segítségével 1931. október 11-én jött létre az alsószentiváni egyházközség. Ekkor 10 tagú egyháztanácsot választottak. Gondnoknak Madarasi Lajost, pénztárnoknak Pertl Jánost, számvizsgálónak Verbói Szluha Aladárt, Koller Pétert és Tóth Istvánt választották.

### Jelenkor
Az első világháborúban Alsószentivánról 107 fő teljesített katonai szolgálatot, közülük 28-an haltak meg a harcokban. A két világháború között a község lakosságának 80%-a a mezőgazdaságban dolgozott: a legtöbb család a saját kisbirtokos és törpebirtokos gazdaságában, a pusztákon. Ugyanakkor sokan a Szluha család nagybirtokán végeztek napszámos vagy cselédmunkát.
A második világháborúban a település támaszpontként szolgált a szovjet csapatok számára a németek elleni harcokban, amelyek miatt 1945 tavaszán még egy időre ki is kellett üríteni a falut. A háború után itt is megtörtént a földosztás, nagyjából 200 család jutott birtokhoz. A volt Szluha-kastélyban 1946-ban rendezték be a „Világ Királynője”-kápolnát. 1950-ben itt helyezték el a Fatimai Szűzanya szobrának másolatát. Májustól októberig azóta is minden évben búcsújárók keresik fel a kegyhelyet.
Az 1956-os forradalom leverése után itt is egyesítették a földbirtokokat, létrejött az Arany János nevét viselő termelőszövetkezet.
1978–1990 között Alsószentivánt összevonták a szomszédos Alap községgel. Ez a település visszafejlődését, az iskolai felső tagozat megszűnését, a tanyák kihalását és a lakosság elvándorlását eredményezte. 1990 után a település elszakadt Alaptól, és ismét önállóvá vált. A felső tagozat is visszatelepült az iskolába. Az intézmény 1999 óta összevontan működik az óvodával IV. Béla Általános Iskola és Óvoda néven. Az épületben helyet kapó Községi Könyvtárral együtt a falu máig egyetlen kulturális központját képezi.
A fejlesztések közül megvalósult a gáz- a telefon- és a vízhálózat kiépítése, de szennyvízhálózat még nincs a településen. A jövőbeni tervek között szerepel az iskola kibővítése új tantermekkel, tornateremmel és öltözőkkel, szennyvízprogram megvalósítása, az úthálózat fejlesztése, és a külterületi villanyhálózat korszerűsítése is.

## Közélete

### Polgármesterei
- 1990–1994: Márkli Gyula (független)[7]
- 1994–1998: Márkli Gyula (független)[8]
- 1998–2000: Vajai István (független)[9]
- 2000–2002: Kovács Józsefné (független)[10][11]
- 2002–2006: Nagy Lajos (független)[12]
- 2006–2010: Nagy Lajos (független)[13]
- 2010–2014: Nagy Lajos (független)[14]
- 2014–2016: Nagy Lajos (független)[15]
- 2017–2019: Husvéth Imre (független)[16][17]
- 2019–2024: Husvéth Imre (független)[18]
- 2024– Husvéth Imre (független)[1]

A településen 2000. június 18-án időközi  polgármester-választást tartottak, az előző polgármester lemondása miatt; a választás részletes adatai nem tisztázottak.
2017. január 15-én ismét időközi polgármester-választást kellett tartani Alsószentivánon, ezúttal azért, mert Nagy Lajos korábbi polgármester az előző év szeptemberében elhunyt. A választáson az addigi alpolgármester, Husvéth Imre egyetlen másik, munkáspárti jelölt ellenében indult el, és toronymagas, 100%-ot közelítő eredménnyel nyerte el a polgármesteri tisztséget: Berényi Béla ugyanis csak négy szavazatot kapott és ugyanennyi volt az érvénytelen voksok száma is.

## Népesség
A település népességének alakulása:
| Lakosok száma | 658  | 645  | 645  | 591  | 530  | 543  | 533  |
|               | 2013 | 2014 | 2015 | 2021 | 2022 | 2023 | 2024 |

A 2011-es népszámlálás során a lakosok 78%-a magyarnak, 0,9% cigánynak mondta magát (22% nem nyilatkozott; a kettős identitások miatt a végösszeg nagyobb lehet 100%-nál). A vallási megoszlás a következő volt: római katolikus 55,7%, református 10,4%, görögkatolikus 0,2%, felekezeten kívüli 9,3% (24,2% nem nyilatkozott).
2022-ben a lakosság 94%-a vallotta magát magyarnak, 2,6% cigánynak, 2,5% egyéb, nem hazai nemzetiségűnek (6% nem nyilatkozott; a kettős identitások miatt a végösszeg nagyobb lehet 100%-nál). Vallásuk szerint 48,1% volt római katolikus, 9,8% református, 0,4% evangélikus, 0,4% görög katolikus, 0,2% egyéb keresztény, 0,6% egyéb katolikus, 15,1% felekezeten kívüli (25,5% nem válaszolt).

## Nevezetességei

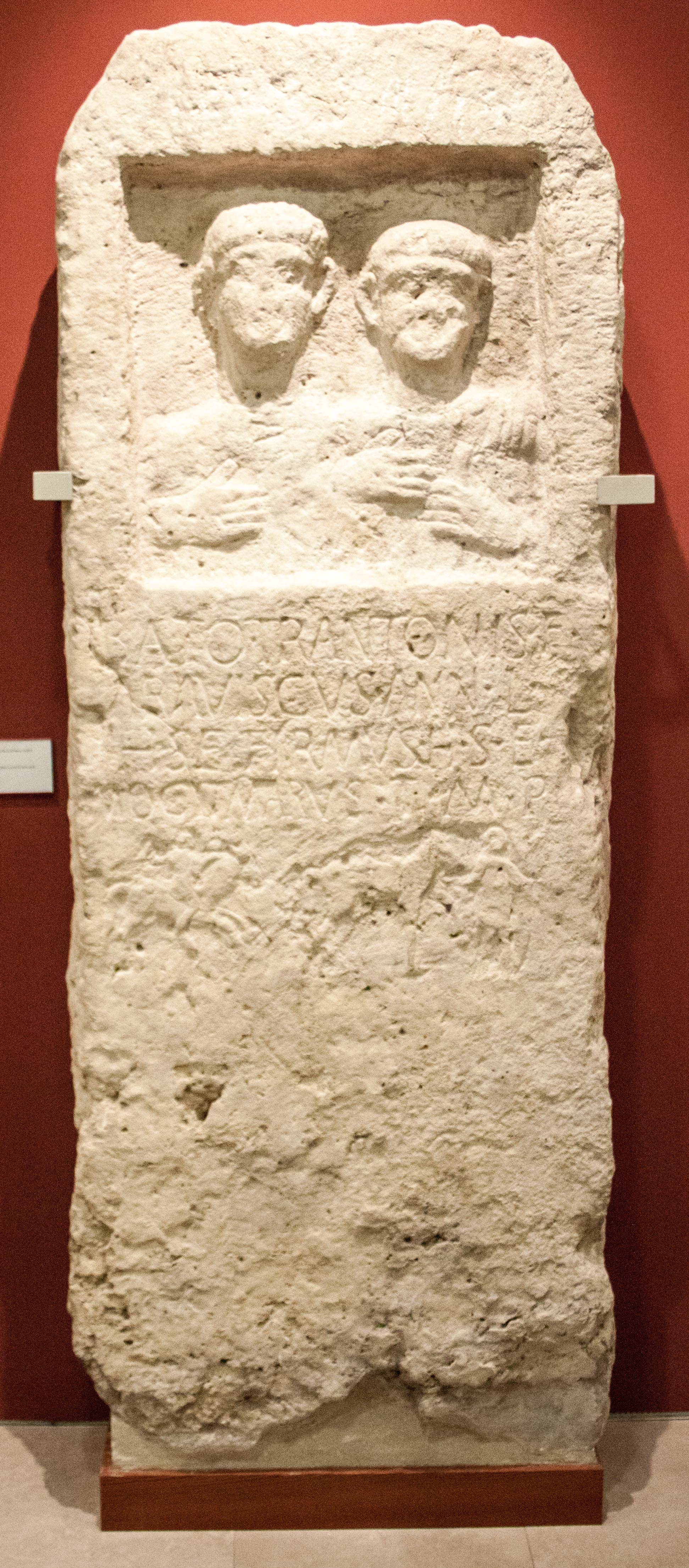
Két eraviszkusz lovaskatona, Bato és társa sírköve (2. század)

- Szluha-kastély – Fatimai Szűzanya búcsújáróhelye
- Szentiványi Péter (1926–2018) növénynemesítő, aki főleg diónemesítéssel foglalkozott, a faluról vette fel a nevét. Neki köszönhető a Szentiváni dió híre.